# Le Mal (poème)
Pour l’article homonyme, voir Le Mal.
Le Mal est un sonnet en alexandrins d'Arthur Rimbaud écrit en 1870, il paraît dans le premier livret du Poète remis à Demeny.
Le manuscrit autographe, non daté, est conservé à la British Library. Il fait partie des poèmes remis à Paul Demeny et donc de ce qui est appelé le Cahier de Douai. 
Il n'en existe pas d'autre manuscrit connu.
Le Mal a été publié pour la première fois dans Reliquaire, poésies, L. Genonceaux, 1891.

## Texte du poème
Tandis que les crachats rouges de la mitraille
Sifflent tout le jour par l’infini du ciel bleu ;
Qu’écarlates ou verts, près du Roi qui les raille,
Croulent les bataillons en masse dans le feu ;

Tandis qu’une folie épouvantable broie
Et fait de cent milliers d’hommes un tas fumant ;
– Pauvres morts ! dans l’été, dans l’herbe, dans ta joie,
Nature ! ô toi qui fis ces hommes saintement !…
– Il est un Dieu, qui rit aux nappes damassées 
Des autels, à l’encens, aux grands calices d’or ;
Qui dans le bercement des hosannah s’endort,
Et se réveille, quand des mères, ramassées 
Dans l’angoisse, et pleurant sous leur vieux bonnet noir,
Lui donnent un gros sou lié dans leur mouchoir !

## Analyse
Tonalité et registre lyrique, satirique, élégiaque. Ton accusateur, faire attention à la lecture. Le sonnet est composé d'une unique phrase. 
C'est un sonnet, un des 12 sonnets sur 20 poèmes des Cahiers de Douai, à la façon de Charles Baudelaire ou Louis Aragon. Il est très influencé par ces poètes. Rythme ordonné. Sonnet classique avec rythme et rhymes réguliers, Rimbaud devient ici un véritable poète classique. 